# Liste des phares de La Réunion
Voici une liste des phares de la Réunion.

## Phares
| Nom                                               | Image | Année de construction | Localisation                     | Catégorie de la lampe | Hauteur de la focale | Numéro NGA | Numéro de l'Institut hydrographique du Royaume-Uni | Portée (en mille marin)   |
| ------------------------------------------------- | ----- | --------------------- | -------------------------------- | --------------------- | -------------------- | ---------- | -------------------------------------------------- | ------------------------- |
| Phare du Port                                     |       |                       | 20° 56′ 08,1″ S, 55° 17′ 06,2″ E | Fl (2) W 6s.          | 53 mètres            | 32896      | D7077                                              | 21                        |
| Phare du Port Jetée Nord                          |       |                       | 20° 56′ 09,2″ S, 55° 16′ 56,7″ E | Fl (2) R 6s.          | 17 mètres            | 32912      | D7081.9                                            | 7                         |
| Phare du Port Jetée Sud                           |       |                       | 20° 56′ 13,8″ S, 55° 16′ 53,8″ E | Fl (2) G 6s.          | 17 mètres            | 32908      | D7078                                              | 7                         |
| Phare de la pointe de Bel-Air                     |       | 1846                  | 20° 54′ 05,1″ S, 55° 36′ 07,1″ E | Fl (3) W 15s.         | 48 mètres            | 32972      | D7084                                              | 23                        |
| Phare de la pointe de la Table                    |       | environ en 1989       | 21° 19′ 42,5″ S, 55° 48′ 09,2″ E | Oc (2) W 6s.          | 60 mètres            | 32976      | D7086                                              | 8                         |
| Phare du Port Est Jetée de l'Est                  |       |                       | 20° 55′ 35″ S, 55° 19′ 19,1″ E   | Fl R 4s.              | 15 mètres            | 32956      | D7083.7                                            | 7                         |
| Phare du Port Est Jetée de l'Ouest                |       |                       | 20° 55′ 37,9″ S, 55° 19′ 08,5″ E | Fl G 4s.              | 15 mètres            | 32952      | D7083.75                                           | 7                         |
| Phare principal du Port Est                       |       |                       | 20° 56′ 17″ S, 55° 19′ 27,6″ E   | Dir WRG               | 38 mètres            | 32948      | D7083.61                                           | blanc: 4 rouge: 2 vert: 2 |
| Phare de la jetée ouest de Saint Gilles Les Bains |       |                       | 21° 03′ 18″ S, 55° 13′ 18″ E     | Oc (2) G 6s.          | 12 mètres            | 33004      | D7091                                              | 7                         |
| Phare de la jetée de Saint-Leu                    |       |                       | 21° 10′ 06″ S, 55° 17′ 06″ E     | Fl G 4s.              | 9 mètres             | 33000      | D7090                                              | 5                         |
| Phare de la digue ouest de Sainte-Marie           |       |                       | 20° 53′ 29,9″ S, 55° 32′ 11,7″ E | Fl G 2.5s.            | 11 mètres            | 32970      | D7083.93                                           | 3                         |
| Phare du brise-lames est de Sainte-Marie          |       |                       | 20° 53′ 30,4″ S, 55° 32′ 15,5″ E | Fl R 2.5s.            | 11 mètres            | 32970.2    | D7083.95                                           | 3                         |
| Phare de Saint-Paul                               |       |                       | 21° 00′ 26,3″ S, 55° 16′ 07,4″ E | Oc W 4s.              | 9 mètres             | 33020      | D7092                                              | 9                         |
| Phare de la jetée de Saint Pierre                 |       |                       | 21° 20′ 52,9″ S, 55° 28′ 43,9″ E | Fl WG 4s.             | 13 mètres            | 32978      | D7089.05                                           | blanc: 10 vert: 7         |
| Phare de Sainte-Rose-la-Marine                    |       |                       | 21° 07′ 30,9″ S, 55° 47′ 11,8″ E | Fl (4) WR 15s.        | 15 mètres            |            | D7085                                              |                           |